# Rosalynn Carter

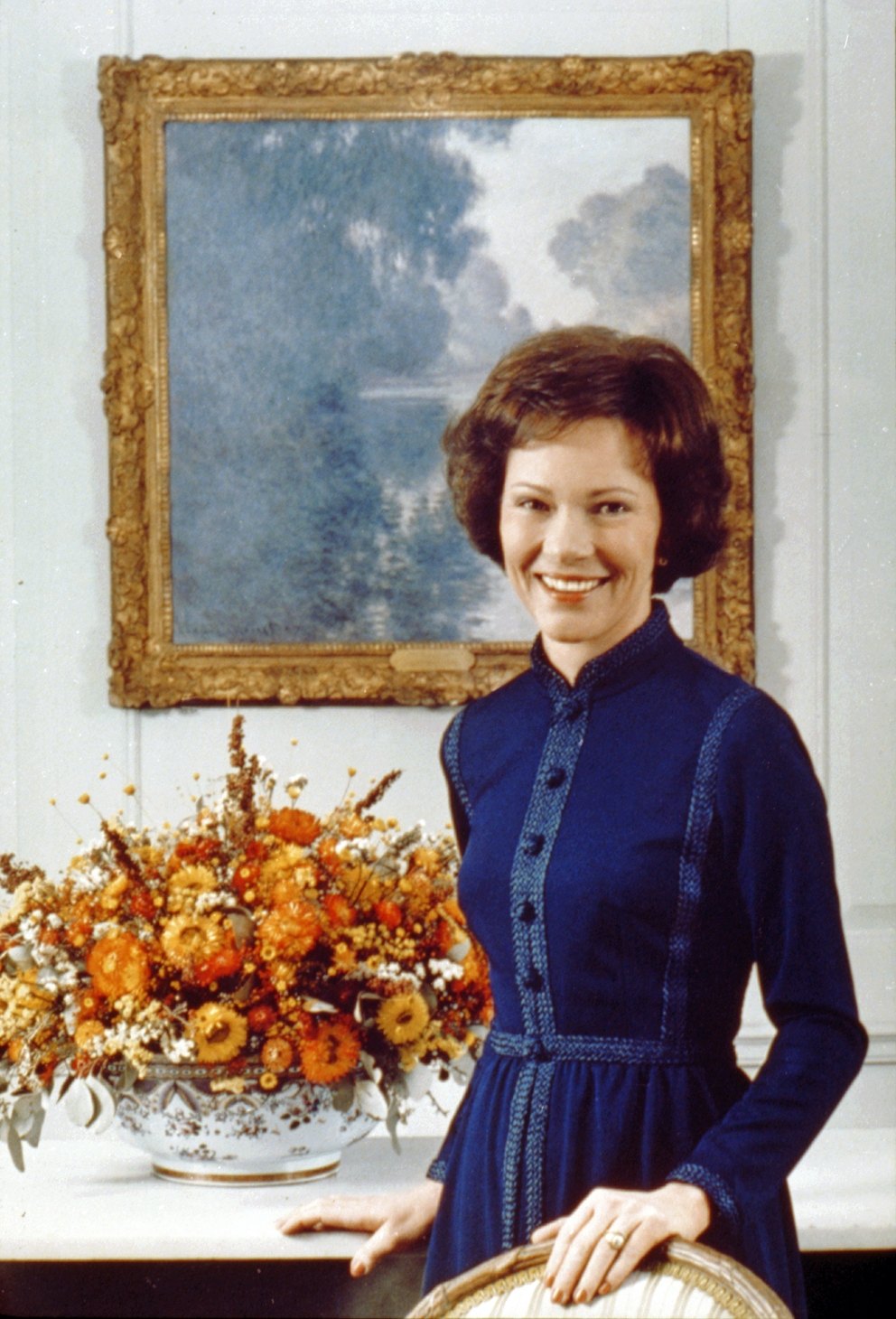
Offizielles Foto von Rosalynn Carter (1977)

Rosalynn Eleanor Smith Carter (* 18. August 1927 in Plains, Georgia als Eleanor Rosalynn Smith; † 19. November 2023 ebenda) war eine US-amerikanische Autorin und Aktivistin. Sie war als Ehefrau des 39. US-Präsidenten Jimmy Carter von 1977 bis 1981 die First Lady der Vereinigten Staaten.

## Leben
Rosalynn war das älteste der vier Kinder von Frances Allethea „Allie“ Murray (1905–2000) und Edgar Smith (1896–1940). Beide Elternteile übten mehrere Berufe aus. Die Familie verfügte über wenig Geld. Vater Edgar starb, als Rosalynn 13 war; fortan half sie neben ihrem Schulbesuch sowohl bei der Erziehung ihrer jüngeren Geschwister als auch in der Schneiderei der Mutter. Im Jahr 1944 schloss Rosalynn die High School ab und besuchte danach das Georgia Southwestern Junior College in Americus.

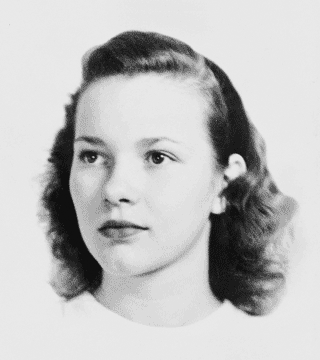
Rosalynn Eleanor Smith im Jahr 1944

Die Familien Smith und Carter kannten sich bereits, als Rosalynn 1945 eine Beziehung mit Jimmy Carter begann. Am 7. Juli 1946 heirateten die beiden. Ihre Ehe war seit dem 19. Oktober 2019 die längste in der Geschichte der amerikanischen Präsidenten, ihr entstammen vier Kinder:
- John William „Jack“ (* 1947)
- James Earl III „Chip“ (* 1950)
- Jeffrey Donnel (* 1952)
- Amy Lynn (* 1967)

Rosalynn Carter wurde nach ihrer Hochzeit Hausfrau, Pläne für ein  Innenarchitektur-Studium gab sie auf. An der Seite ihres Ehemanns zog sie während dessen militärischer Laufbahn von Einsatzort zu Einsatzort. Als Jimmy Carter 1953 seine Marinekarriere aufgab, um die familieneigenen Erdnuss- und Baumwollplantagen sowie Lagerhäuser von seinem sterbenden Vater zu übernehmen, führte dies zu ihrer ersten Ehekrise.
Ab 1966, als Jimmy Carter als Gouverneur von Georgia kandidierte, beschäftigte sich Rosalynn mit der Politik und begann, ihren Ehemann in verschiedenen politischen Fragen zu beraten.
Rosalynn Carter gehörte wie ihr Mann mit einigen Unterbrechungen viele Jahrzehnte der Maranatha Baptist Church in Plains an. Während Jimmy Carter dort unter anderem als ehrenamtlicher Sonntagsschullehrer wirkte, übte sie das Amt einer Diakonin aus.
1978 zeichnete Rosalynn Carter den etwas später als Serienmörder enttarnten John Wayne Gacy für seine Verdienste aus, was durch ein Foto dokumentiert wurde.
Als First Lady von Georgia setzte sie sich für geistig Behinderte sowie für Verständnis für Menschen mit psychischen Störungen ein. Sie arbeitete ehrenamtlich für das Krankenhaus in Atlanta und war fünf Jahre lang Ehrenpräsidentin der „Georgian Olympiad“ für behinderte Kinder. Ein weiterer Fokus ihrer Arbeit war die Gesundheit von Pflegepersonen.
Sie war die erste First Lady, die ein eigenes Büro im Ostflügel des Weißen Hauses unterhielt. Während der Präsidentschaft ihres Mannes entfaltete sie vielfältige Tätigkeiten. Sie galt 1990 als eine der politisch einflussreichsten First Ladys in der Geschichte der USA.
Im Jahr 1982 gründete sie mit ihrem Ehemann die Non-Profit-Organisation Carter Center, die sich für Gesundheit und Demokratie weltweit engagiert. Im Juli 1986 arbeitete das Ehepaar eine Woche lang auf einer Baustelle in Chicago, um Einfamilienhäuser für finanziell schwache Familien zu schaffen.

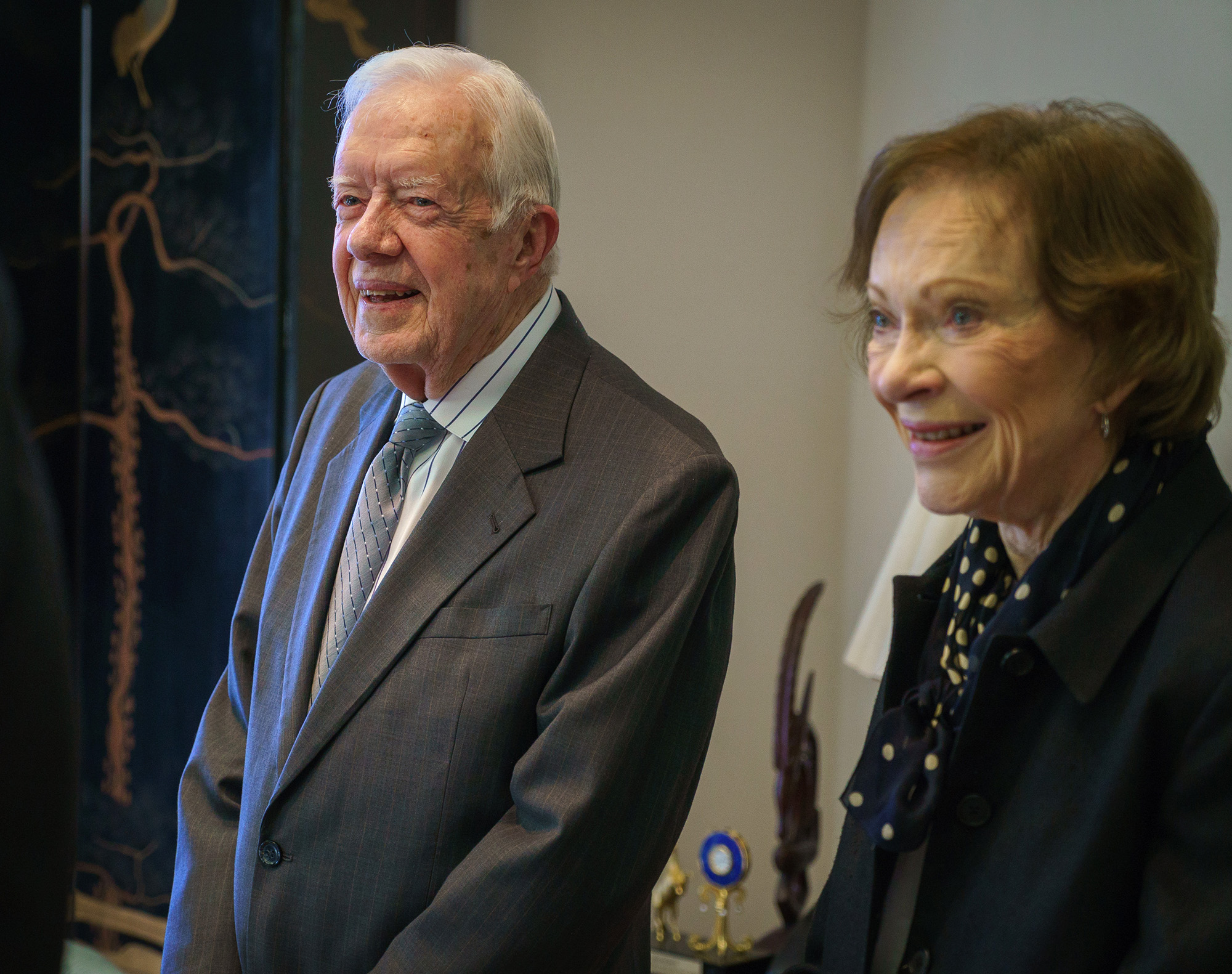
Rosalynn und Jimmy Carter (2016)

Rosalynn Carter veröffentlichte 1984 ihre Autobiografie. Danach schrieb sie vier weitere Sachbücher, jeweils in Zusammenarbeit mit anderen Autoren. Carter trat auch nach ihrer Zeit im Weißen Haus weiterhin als Rednerin bei ihr wichtigen Veranstaltungen auf. Zuletzt erschien sie öffentlich Ende September 2023 gemeinsam mit ihrem Ehemann anlässlich einer Parade in ihrer Heimatstadt Plains.
Am 31. Mai 2023 wurde bekannt, dass sie an Demenz erkrankt war. Sie lebte weiterhin mit ihrem Mann Jimmy Carter in ihrem gemeinsamen Haus und wurde wie er palliativ betreut. 
Rosalynn Carter starb am 19. November 2023 im Alter von 96 Jahren. Jimmy Carter würdigte seine Frau als „gleichberechtigte Partnerin bei allem, was ich je erreicht habe“.

## Ehrungen
Am 9. August 1999 überreichte US-Präsident Bill Clinton Carter zusammen mit ihrem Mann die Freiheitsmedaille („The Presidential Medal of Freedom“), die höchste zivile Auszeichnung in den USA.

## Werke
- Within Our Reach. Rodale, Emmaus 2010, ISBN 978-1-59486-881-8.
- mit Susan K. Golant: Helping Someone With Mental Illness. Random House, New York 1999, ISBN 978-0-8129-2898-3.
- mit Susan K. Golant: Helping Yourself Help Others: A Book for Caregivers. Random House, New York 1995, ISBN 978-0-8129-2591-3.
- mit Jimmy Carter: Everything to Gain: Making the Most of the Rest of Your Life. Fawcett, New York 1988, ISBN 978-0-449-14538-8.
- First Lady from Plains.  Fawcett, New York 1984, ISBN 1-55728-355-9.